# Хоризонти (филм)
Хоризонти је српски филм из 2017. године, који је по сопственом сценарију режирао Светислав Драгомировић, чији је ово дебитантски дугометражни играни филм.
Филм је своју светску премијеру имао на 39. Интернационалном филмском фестивалу у Каиру 29. новембра 2017. године, док је премијеру у Србији имао 26. фебруара 2018. године на ФЕСТ-у.

## Радња
Зоран открива да му је супруга Јованка трудна са другим човеком и убеђује је да абортира код локалног ветеринара. Јованка наводно пристане на то, али тајно склапа договор са Зорановим братом Миланом и ветеринаром, те не обави абортус. Зоран сазнаје ко је дететов отац, и убија Јованку, али убрзо након тога умире.

## Улоге
| Глумац            | Улога     |
| ----------------- | --------- |
| Гојко Балетић     | Милан     |
| Јована Гавриловић | Јованка   |
| Слободан Бештић   | Зоран     |
| Стефан Бундало    | Ветеринар |
| Небојша Рако      | Горан     |
| Борис Пинговић    | Слободан  |